# Aethria splendens
Aethria splendens là một loài bướm đêm thuộc phân họ Arctiinae, họ Erebidae.